# Isoctenus herteli
Isoctenus herteli is een spinnensoort in de taxonomische indeling van de kamspinnen (Ctenidae).
Het dier behoort tot het geslacht Isoctenus. De wetenschappelijke naam van de soort werd voor het eerst geldig gepubliceerd in 1947 door Cândido Firmino de Mello-Leitão.